# Georg Kämpf
Georg Kämpf (* 6. April 1956 in Bayreuth) ist ein ehemaliger deutscher Basketballspieler und jetziger -trainer. Er galt lange als Identifikationsfigur des Bayreuther Basketballs und war von 1998 bis 2002 und von 2011 bis 2015 auch als Trainer und im Nachwuchsbereich für den Verein BBC Bayreuth tätig.

## Karriere

### Spieler
Kämpf stieg als junger Spieler zusammen mit seinen beiden älteren Brüdern mit dem Post SV Bayreuth in der Premierensaison 1975/76 der 2. Basketball-Bundesliga in die höchste deutsche Spielklasse Basketball-Bundesliga auf und half anschließend mit, den Verein in dieser Spielklasse zu halten. So kam es in der Basketball-Bundesliga 1978/79, als Kämpf Topscorer der Spielzeit war, am Saisonende im Kampf um den Klassenerhalt zum entscheidenden Duell mit dem 1. FC Bamberg, den die Bayreuther mit 81:79 gewannen. Anschließend firmierte die Mannschaft ab 1979 als USC Bayreuth und erreichte unter Trainer Tom Schneeman 1982/83 die Endrunde im Korać-Cup. Die Endrundenteilnahme verbunden mit den Reisen im Europapokal verursachten jedoch so schwerwiegende finanzielle Probleme, dass Kämpf 1983 den Verein in Richtung Berlin verließ. Dort spielte er für den DTV Charlottenburg. Persönlich brachte es Kämpf nach dem Vereinswechsel dort zum Nationalspieler in Freundschaftsspielen der deutschen Herren-Nationalmannschaft 1983/84, ohne in Endrundenkadern eingesetzt zu werden.
Nach dem Abstieg der Bayreuther zurück in die zweite Liga stieg mit Steiner Optik ein neuer Sponsor ein und neben Trainer Schneeman kehrte Kämpf bereits nach einem Jahr zur jetzt als BG Steiner Optik Bayreuth firmierenden Mannschaft zurück. Zusammen mit Calvin Oldham auf der „Ausländerposition“ erreichte man in der 2. Basketball-Bundesliga 1984/85 den sofortigen Wiederaufstieg und erreichte gleichzeitig als erster Zweitligist das Finale im Pokalwettbewerb, in dem man dem Meister und Titelverteidiger ASC 1846 Göttingen unterlag. Nach dem Wiederaufstieg erreichte man 1986 erneut das Pokalfinale, welches diesmal gegen den TSV Bayer 04 Leverkusen verloren ging. Schließlich gewann man 1988 diesen Wettbewerb und holte als deutschen Pokalsieger den ersten Titel für den Verein. Anschließend leitete der 1987 aus den Vereinigten Staaten gekommene Trainer Lester Habegger einen Umbruch ein, der zwar auch zu den ersten Meisterschaften des Vereins führen sollte, aber auch zum Abschied von Kämpf führte, der Platz für Alvin „Bo“ Dukes und den jungen Michael Koch machen musste. In der Saison 1988/89 führte Kämpf den Regionalligisten TSV Ansbach noch als Spielertrainer noch zum Aufstieg in die 2. Bundesliga.
Kämpf bestritt insgesamt 336 Bundesliga-Spiele und erzielte 4788 Punkte.

### Trainer
1989 wechselte Kämpf als Trainer zum Erstligisten BG Ludwigsburg, die er zweimal in die Play-offs um die Meisterschaft führen konnte. Nach zwei Spielzeiten ging er zum ambitionierten Zweitligisten SV 03 aus Tübingen, mit dem er in der 2. Basketball-Bundesliga 1991/92 den Aufstieg erreichte. Der Aufstieg kam aber offenbar noch zu früh, so dass der Verein in der Basketball-Bundesliga 1992/93 als Tabellenletzter der Gruppe Süd zunächst noch einmal in die zweite Liga zurück musste. Anschließend arbeitete Kämpf auch als Trainer beim DBB. Neben einer Assistententätigkeit bei der Herrennationalmannschaft war er auch Trainer der U18-Juniorenauswahl, bei der er unter anderem auch Dirk Nowitzki betreute.
Zu Beginn der 2. Basketball-Bundesliga 1996/97 übernahm Kämpf den Erstliga-Absteiger TG Hitachi aus Landshut, der jedoch bereits Mitte Dezember die Mannschaft aus finanziellen Gründen wieder zurückziehen musste. In der Folge trainierte er den österreichischen Vizemeister UBC Stahlbau aus Oberwart, die 1998 sich in der Meisterschafts-Finalserie nur UBC St. Pölten geschlagen geben mussten und erneut Vizemeister wurden. Kämpf kehrte jedoch nach Bayreuth zurück, die zuvor ihren Hauptsponsor Steiner Optik verloren hatten, und in der Basketball-Bundesliga 1998/99 dann nicht mehr konkurrenzfähig waren. Nach dem Abstieg folgte der Rückzug in die drittklassige Regionalliga und Kämpf gelang mit dem Verein als BBC Bayreuth 2000 der sofortige Aufstieg in die 2. Bundesliga. In der 2. Basketball-Bundesliga 2001/02 wurde man hinter Kämpfs ehemaligen Verein aus Ludwigsburg, der mit nur einer Niederlage überlegen Zweitliga-Meister der Gruppe Süd wurde, bereits wieder Tabellenzweiter.
Kämpf trainierte dann in der Saison 2002/03 den UBC aus St. Pölten, der in den 1990er Jahren als sechsfacher österreichischer Meister jedoch seine besten Zeiten schon hinter sich hatte. In der ÖBL-Saison 2002/03 belegte man den vorletzten Tabellenplatz und Kämpf kehrte nach Deutschland zum SV 03 Tübingen zurück, den er bereits 1993 in die deutsche Basketball-Bundesliga geführt hatte. In der 2. Basketball-Bundesliga 2003/04 schaffte er erneut mit dem Verein den Aufstieg, entschied sich aber dann aus familiären Gründen zum Abschied aus Tübingen. 2005 übernahm er dann den Zweitliga-Absteiger Bayern München, den er zur Meisterschaft in der drittklassigen Regionalliga führte. Der Verein entschied sich aber vorerst zum Verzicht auf den Aufstieg. Nach einer Regionalliga-Meisterschaft 2008 übernahm man die Lizenz der Düsseldorf Magics und spielte direkt in der ProA 2008/09, die 2007 mit der ProB die 2. Bundesliga abgelöst hatte. Hier kam es jedoch zum Streit mit der Vereinsführung und zur Trennung vor Beginn der neuen Spielzeit. 2011 kehrte Kämpf zu seinem Stammverein in Bayreuth zurück und wurde Nachwuchskoordinator des Vereins. Nach der Trennung von Andreas Wagner als Trainer der Bundesligamannschaft zu Beginn der Basketball-Bundesliga 2011/12 fungierte Kämpf interimsweise auch für ein Spiel als Trainer der Erstligamannschaft. Nach mehreren Jahren als Jugendkoordinator beim BBC Bayreuth übernahm er im Januar 2019 zum dritten Mal (für Aleksandar Nadjfeji) das Traineramt bei den Tigers Tübingen (mittlerweile in der 2. Bundesliga Pro A). Er führte Tübingen auf den neunten Tabellenplatz.

### Privatleben
Georg Kämpf wurde als jüngster von vier Söhnen des aus Würzburg stammenden Bayreuther Augenarztes Richard Kämpf und seiner Frau Gunda, geb. Friedrich geboren. Seine Mutter war als Jugendliche mehrfache Deutsche Meisterin im Hochsprung, die Olympiateilnahme 1936 in Berlin blieb der damals 16-jährigen trotz Qualifikation aus politischen Gründen versagt. Seine beiden ältesten Brüder Hans (* 1945), Thomas (* 1946) und Karl bildeten mit Georg die legendären „Kämpf-Brüder“, welche 1976/77 mit dem Bayreuther Post-SV den Aufstieg in die Basketball-Bundesliga schafften und im Abstiegs-Derby 1979 den Lokalrivalen FC Bamberg (jetzt Brose Bamberg) in die Zweitklassigkeit verwies. Zeitweilig gehörte ein fünfter Spieler mit demselben Nachnamen (Wolfram Kämpf) zur Bayreuther Mannschaft, der aber nicht mit den vier Brüdern verwandt oder verschwägert war.
Während seine Brüder sich beide der Zahnmedizin zuwandten, blieb Kämpf dem Sport treu und studierte Sportpädagogik. Hier lernte er auch seine jetzige Ehefrau Katharina kennen, welche als Lehrerin für Sport, Ethik und Sozialkunde an einem Bayreuther Gymnasium arbeitet. Das Paar hat drei Töchter und lebt in Bayreuth. Sein Großneffe Florian Kämpf wurde ebenfalls Spieler in der Basketball-Bundesliga.

### Kommunalpolitiker
Seit Mai 2014 gehört Georg Kämpf dem Bayreuther Stadtrat an. Er ist Mitglied der Fraktion der Bayreuther Gemeinschaft.